# 前績行
前 績行（まえ いさゆき、1953年8月1日 - ）は、日本の実業家でダイトロン（ダイトエレクトロン）株式会社代表取締役。

## 来歴
和歌山県出身。大阪工業大学工学部卒業後、1978年4月 ダイトエレクトロン株式会社に入社する。 
以後、 取締役（2001年3月）、上席執行役員（2003年4月）、常務取締役（2009年4月）を経て、2011年3月に代表取締役社長に就任した。 2013年3月より最高執行役員を兼務し、2017年1月にダイトエレクトロン社M&Sカンパニー プレジデントとなる。